# Colaspidea oblonga
Colaspidea oblonga là một loài bọ cánh cứng trong họ Chrysomelidae. Loài này được Blanchard miêu tả khoa học năm 1855.